# Techniky přežití

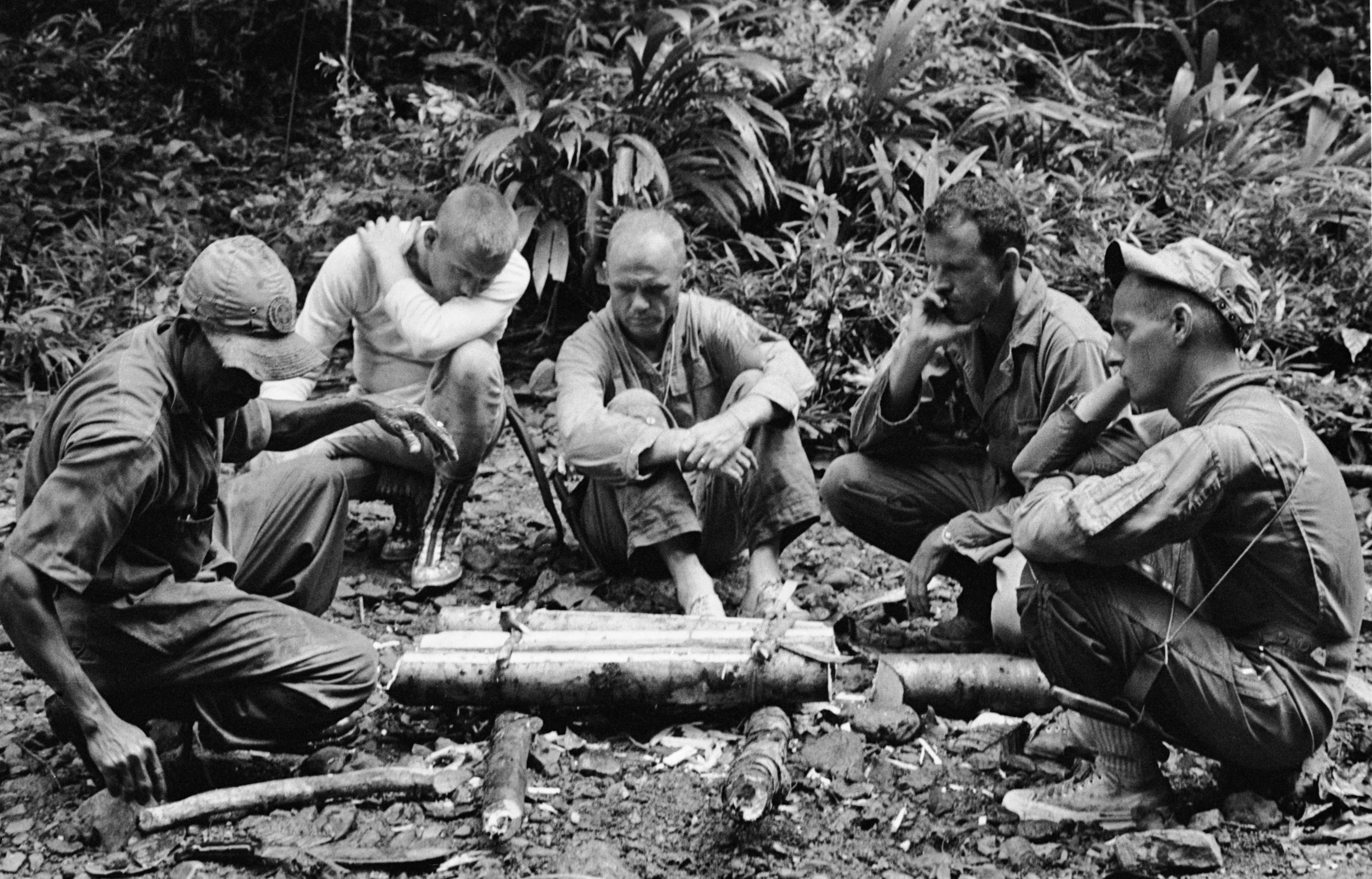
Astronauté se účastní výcviku technik přežití na letecké základně Albrook Air Force Base poblíž Panamského průplavu. Zleva doprava: instruktor, Neil Armstrong, John H. Glenn, L. Gordon Cooper, Charles Conrad. Je pro ně důležitý, neboť při návratu na Zemi mohou přistát v odlehlé končině bez okamžité pomoci.

Techniky přežití (anglicky survival skills nebo obecně survival) jsou dovednosti, které může člověk využít v nebezpečných situacích (např. při živelních pohromách, při havárii na odlehlém místě, ztroskotání apod.) pro záchranu vlastního života nebo života jiných lidí. Jsou určeny k zajištění naprosto základních potřeb jako jsou voda, jídlo, přístřeší a teplo, k zachování rozvahy, ke schopnosti správné signalizace a navigace, k poskytnutí první pomoci a léčbě následků úrazů.
Odborníci soudí, že pokud je člověk nucen podstoupit boj o přežití, je to v prvé řadě psychologická záležitost. Člověk může mít rozsáhlé znalosti, co dělat, ale pokud nebude věřit v úspěch a nebude mít pevnou vůli, nepřežije. A naopak, přestože jedinec nemusí disponovat patřičnými znalostmi, ale uchová si rozvahu a nezpanikaří, bude se snažit situaci zvrátit ve svůj prospěch, má nemalou šanci, že to dokáže. Odhodlání, vůle, odolnost, vytrvalost – tyto atributy výrazně zvyšují šance na přežití. Znalosti poté situaci usnadňují.
Člověk (a zejména městský) již odvykl instinktům, které dokáží varovat před potenciálně nebezpečnou situací. Žije v pohodlí civilizace, kde má o své základní potřeby postaráno, aniž by musel podstupovat nějaký boj či vyvíjet větší úsilí pro jejich zajištění. I z tohoto důvodu někteří lidé, dostanou-li se do situace, v níž není jiná možnost výběru než boj o holý život, mohou utrpět šok a začít panikařit, v horším případě rezignují. Podlehnout strachu z neznáma, pocitu osamělosti a zmaru je snadné. Proto je nezbytně důležité zachovat si víru ve vlastní síly, v záchranu, stejně jako rozvahu a logické myšlení (chladnou hlavu). Je lepší snažit se proniknout do tajů přírody, splynout s prostředím spíše než proti němu bojovat. Je třeba být opatrný, a zároveň všímavý.
Během prvních okamžiků při krizové situaci je vhodné se řídit 4 pravidly, které se dají snadno zapamatovat použitím zkratky STOP:
- S – Stop znamená stůj (příp. Sit jako sedni si). Zastav se, odpočiň si a snaž se uklidnit. S jasnou hlavou lépe přejdeš k dalším bodům.
- T – Think znamená uvažuj. Vzniklou situaci si vyhodnoť. Je zapotřebí si ujasnit, v jaké situaci se nacházíš, jaké zdroje máš k dispozici, zda např. zůstat po havárii u vraku a čekat na pomoc, či se vydat na cestu za záchranou na vlastní pěst, atp.
- O – Observe značí orientuj se. Je důležité mít základní geografické povědomí o oblasti, v níž se nacházíš, (pokud je k dispozici mapa, je vše snazší), je vhodné mít přehled o tom, kde se nachází osídlení lidí. Také je potřeba se zorientovat se v prostoru a určit světové strany pro zjištění směru, kudy se vydáš.
- P – Plan znamená plánuj. I když se může postavení zdát bezvýchodné, někdy stačí maličkost a situace se změní k lepšímu. Potřeby se mění podle prostředí, v němž se osoba nachází, ale priority zůstávají vždy stejné: voda, jídlo, úkryt, teplo.

## Voda
Voda je jednou z nejdůležitějších věcí pro přežití. Člověk bez ní dlouho nevydrží, zejména v horkém prostředí, kde ji hodně ztrácí pocením. Tělo vodu ztrácí v důsledku několika faktorů: horka, tělesné námahy, chladu, popálenin, nemocí. Ztrátu je vždy nutné doplnit. V extrémní situaci je člověk schopen za určitých podmínek vydržet až několik týdnů bez jídla. Bez vody však zemře během několika dní. Jelikož nedostatek vody vede k nežádoucí dehydrataci (která snižuje důležitou koncentraci), je třeba vědět, jak omezit její ztrátu:
- omezit fyzické aktivity na minimum
- zvolit vhodné oblečení – např. v horkém prostředí neodkládat části oděvu a nosit světlé oblečení
- nekouřit (kouření zvyšuje žízeň)
- zůstávat co nejdéle ve stínu
- jíst co nejméně (při trávení se spotřebovává voda)

Zdroje vody
Téměř v každém prostředí lze najít nějakou vodu, je třeba jen vědět, jak se dá získat. Pokud v okolí není rybník, potok, řeka, lze pátrat po zelené ploše vegetace, kde je možné kopat. V horách se voda vyskytuje ve štěrbinách. Zdrojem pitné vody se může stát i dešťová voda a rosa. Vodu lze získat také kondenzací (např. na větev listnatého stromu je možné navléci a přivázat igelitový sáček, vláha z listů v sáčku zkondenzuje). Vodu nabízí také led a sníh (nikdy ale není vhodné jíst led či sníh, vždy je třeba rozpustit). Další možností je destilace mořské vody. Některé rostliny ve tvaru poháru (různé tropické) slouží jako sběrače vody, tekutinu lze ale získat i z popínavých rostlin, palem (buri, kokosové) nebo z některých kaktusů. Velké procento vody obsahuje ovoce. Určité indicie o blízkosti vody mohou poskytnout i další faktory, např. hojný výskyt hmyzu, stopy zvířat, mnoho druhů rostlin.
Dešťová voda se dá chytat např. do roztáhlé celty, přenášet např. v kondomu z KPZ nebo v kůži stáhlé z uloveného hada. Najít vodní tok znamená velkou výhodu, mimo zdroje vody je často k dispozici i potrava (ryby, raci atp.), navíc lidská osídlení se zhusta koncentrují kolem řek. Ve velké většině případů stačí sledovat vodní tok (jít po proudu) a dříve či později byste měli narazit na lidi. Je ovšem lepší mít základní geografické povědomí o oblasti, v níž se nacházíte.
Čištění vody
Dešťová voda v čisté nádobě nebo na rostlinách je bezpečná pro pití. Vodu z jezera, rybníka, nádrží, i zdánlivě čistého potůčku je nutno vyčistit (o pár metrů výše se může ve vodě nacházet mršina). Existují speciální tablety k čištění vody a také filtry. Jistotu dá i převaření vody (nestačí pouze přejít varem, je zapotřebí ji chvíli vařit k odbourání mikroorganismů). Vážný problém je chemické znečištění vody (např. pesticidy), převaření zde nepostačuje (řeší se složitě chemikáliemi).
Pití moči
Někteří experti survivalu nemají námitky proti pití moči při příznacích dehydratace. Nicméně příručka pro přežití amerického letectva USAF (AF 64-4) toto nedoporučuje. Mezi důvody uvádí vysoký obsah soli, potenciální kontaminanty a množení bakterií, ačkoli rozšířený názor je, že moč je sterilní.

## Přístřešek

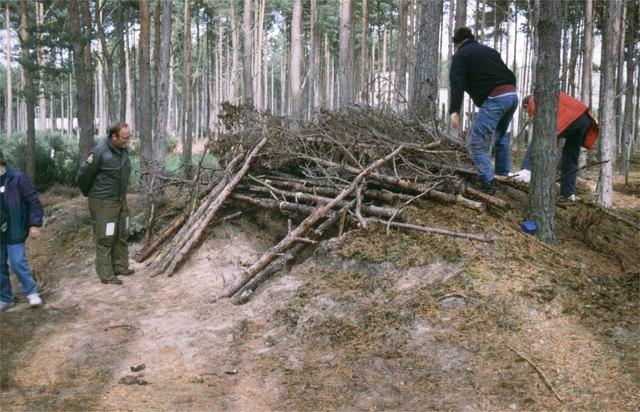
Civilní piloti staví při výcviku provizorní přístřešek.

Přístřešek má chránit před sluncem, větrem, deštěm, sněhem, horkem nebo zimou a nepřítelem, příp. i hmyzem. Chybou při jeho stavbě bývá, že se dělá zbytečně veliký. Stačí jen tak velký, aby ochránil, zároveň by měl být tak malý, aby udržel tělesné teplo, obzvláště v zimě. Pokud není k dispozici žádný vhodný materiál (trosky vraku, různé plechy apod.), poslouží příroda. Dočasnou ochranu poskytnou převisy nebo jeskyně. V pustině je dobré sedět zády k větru s veškerou výstrojí za sebou jako větrolam. Lze využít také větve, kmeny stromů, přirozené dolíky, koryta (pozor však na vyschlá koryta potoků, která se při dešti o mnoho kilometrů dále mohou velmi rychle naplnit vodou).
Nevhodná místa ke stavbě přístřešku
Při určení vhodného místa, kde postavit vhodný přístřešek, je třeba se vyvarovat např.:
- vrchol kopce nebo hory – je nevhodný, větrné a chladné místo, při bouřce možnost zásahu bleskem
- nejnižší místo – bývá často vlhké, v noci zde může mrznout
- výběžky k vodě – mohou to být oblíbená napajedla zvěře
- pod osamoceně stojícími stromy (riziko zásahu bleskem), suché stromy (vyvrácení při větru)
- poblíž stojaté vody – rojení obtížného hmyzu

## Oheň
Oheň není jen důležitým zdrojem tepla a atributem pro přípravu jídla, ale také ověřenou psychologickou vzpruhou. V blízkosti ohně člověk nalézá sílu nevzdávat se a bojovat dál. Schopnost rozdělání ohně může znamenat rozdíl mezi životem a smrtí. Oheň poslouží i ke sterilizaci vody, bandáže, k signalizaci či jako obrana před zvěří (na druhou stranu může zvěř přilákat do blízkosti nebo zničit přístřešek).
Nejjednodušším způsobem rozdělání ohně je využití zápalek (ideální je mít je zabalené – chráněné proti vlhkosti). Pokud nejsou k dispozici, alternativou může být křesadlo, hořčíkový podpalovač, zapálení troudu pomocí soustředěného slunečního paprsku (s využitím lupy, sklenice, čočky fotoaparátu), pomocí elektrického výboje (jiskrou z akumulátoru nebo i obyčejné baterie), chemickou reakcí (výroba vznětlivé směsi z dostupných chemikálií). Techniky typu tření vyžadují cvik. Kapesní zapalovač je vhodnější benzínový (snáze lze sehnat palivo).
Troud
Troud je materiál vhodný k rozdělávání ohně. Je výhodné jej nosit v určitém množství nasušený s sebou ve vodotěsném obalu. Možností je mnoho, suchá tráva, suché listí (za vlhka lze najít v norách hlodavců), všelijaké rostlinné chmýří (např. z pampelišek, orobince, rákosu, bodláku...), suché jehličí, suchá nadrcená kůra stromů, suché listí z palmy, suché shnilé dřevo, ptačí peří (výstelky ptačích hnízd obsahují prachová peříčka a slámu), usušené rozdrcené houby (vhodné jsou např. choroše, které mají vnitřek často suchý i za mokra, také pýchavky), kousky papíru, piliny, kožovitá blána zevnitř bambusu, vata, chomáčky bavlny, hedvábí, střapce nití z kapes a lemů, zuhelnatělá látka, malé kousky gumových pneumatik, střelný prach atd. Výborným troudem je březová kůra, která obsahuje oleje (ideální je svrchní tenká vrstva podobná papíru), chytne i za vlhka.
Otop
Otop je materiál, který hoří a poskytuje teplo. Nejužívanější je dřevo, ale i další materiály mohou dobře posloužit.
- dřevo – měkké dřevo je z jehličnanů (borovice, modřín, jedle, cedr,...). Z pryskyřičnatého měkkého dřeva jsou nejlepší třísky. Měkké dřevo rychle hoří, kouří a při hoření z něj létají jiskry (při troše neopatrnosti mohou poškodit vybavení). Tvrdé dřevo je z listnatých stromů. Suchá a tvrdá dřeva většinou dávají dlouhotrvající stabilní oheň, který je ideální pro přípravu jídla. Dobré dřevo je z uschlých stojících stromů, v nahnilých jehličnatých stromech bývá vysoce hořlavé pryskyřičné jádro.
- uhlí
- suchá rašelina – ke vznícení vyžaduje silný plamen (pozor tedy na zadušení malého ohně), je vysoce výhřevná a nevydává téměř žádný kouř a plameny.
- usušený zvířecí trus – např. kravince.

## Orientace a navigace

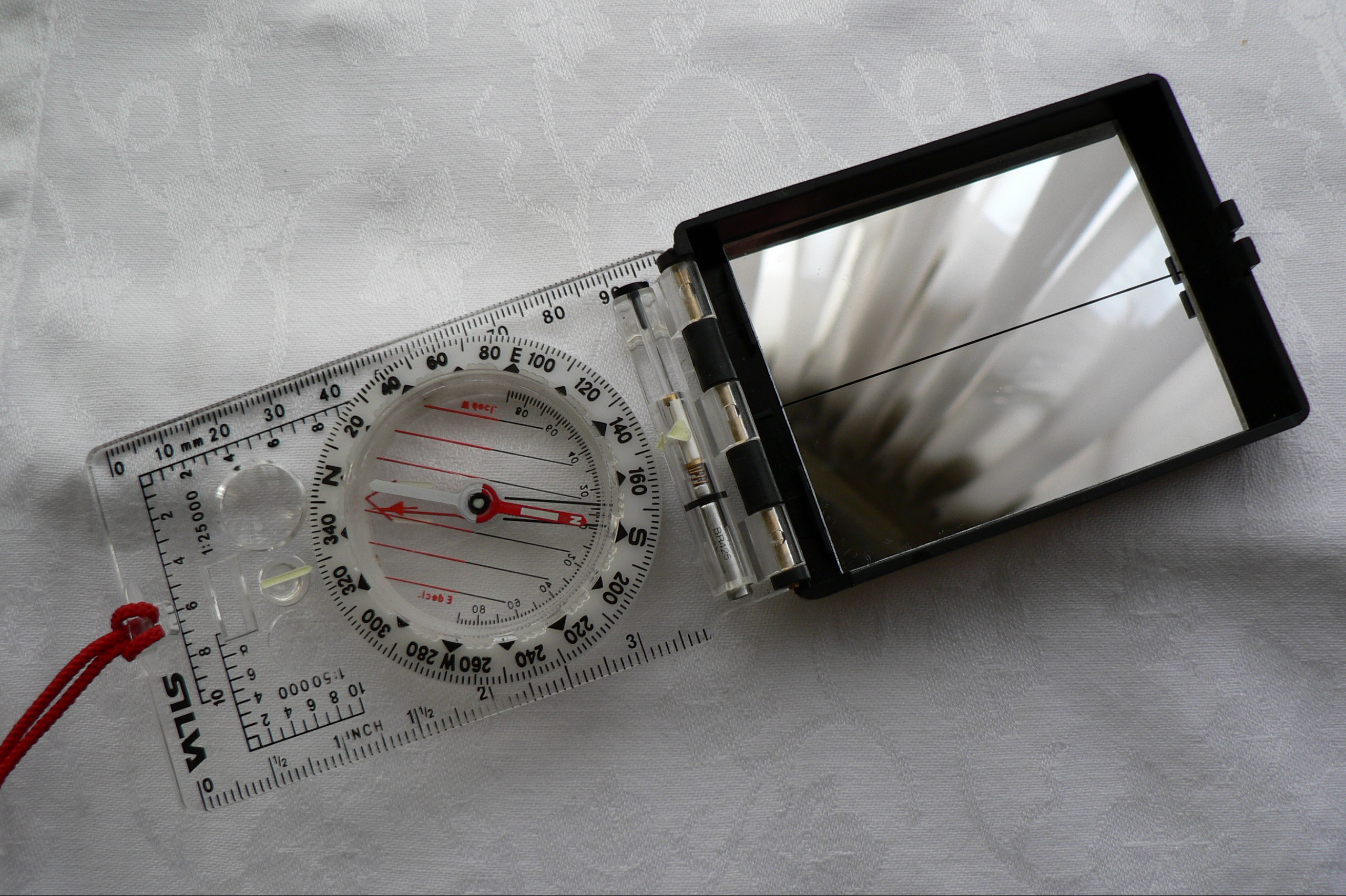
Buzola

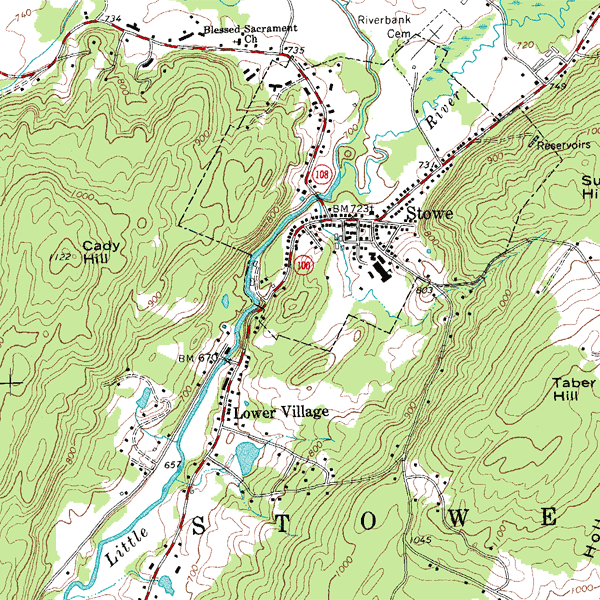
Příklad topografické mapy

Užití ručičkových hodinek jako kompasu. Dvojice nahoře je pro severní polokouli, dole pro jižní. Dvojice vlevo je pro standardní čas, vpravo pro letní čas.

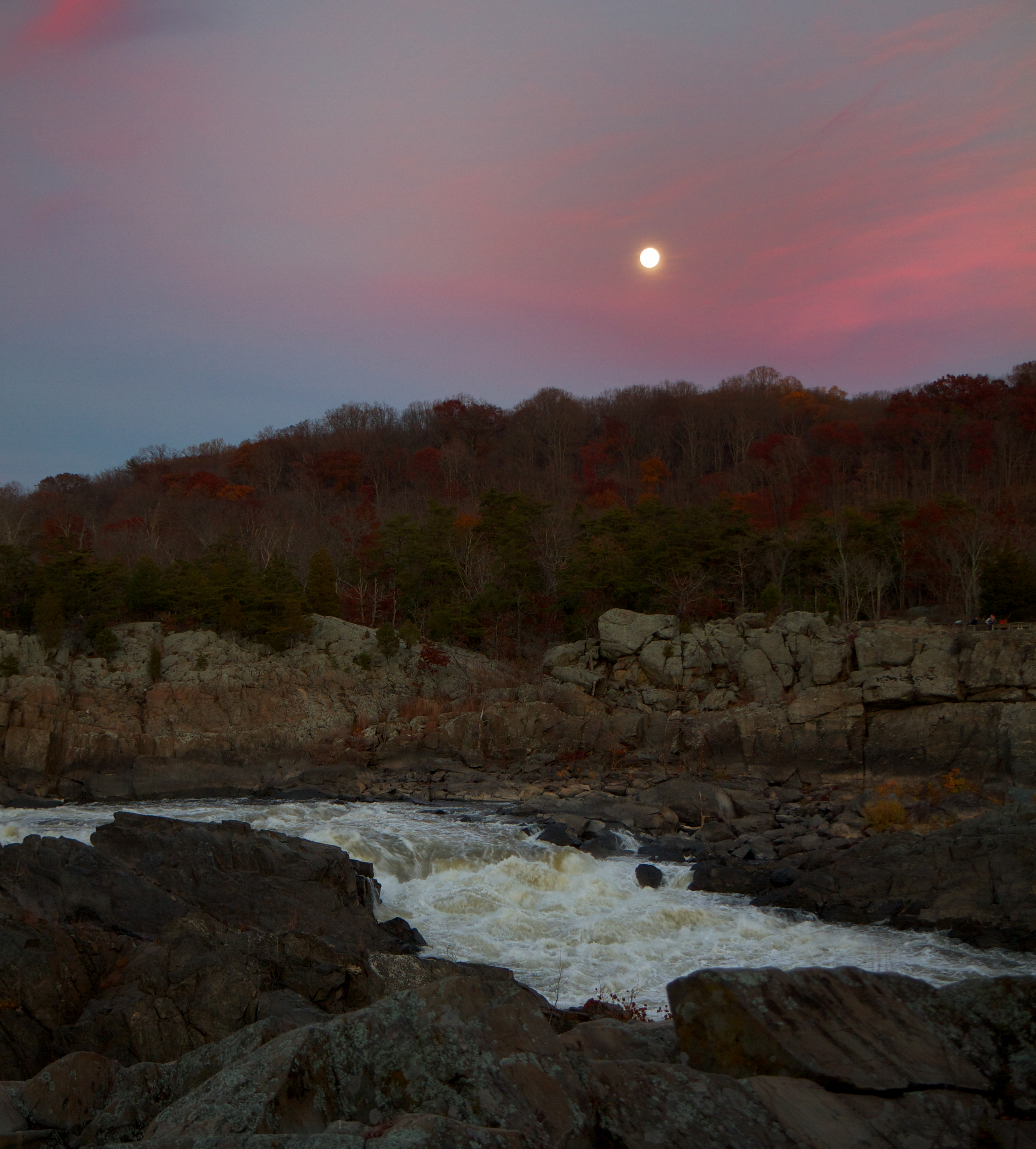
I úplněk může pomoci s určením světových stran.

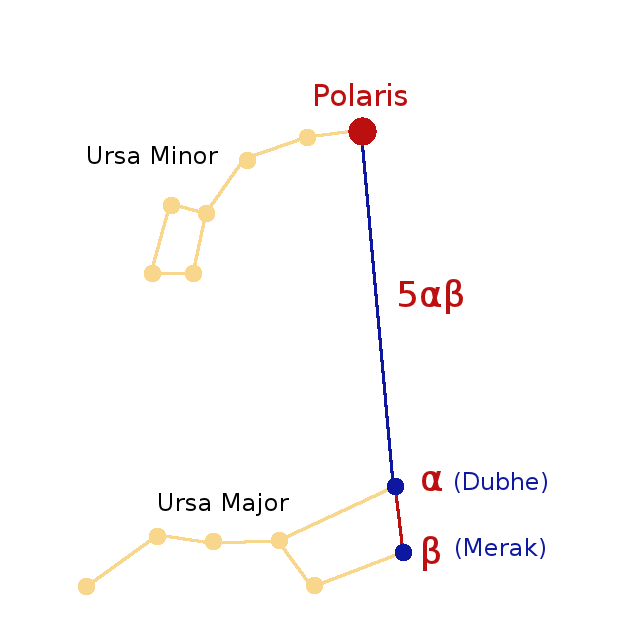
Nalezení Polárky na obloze

Orientace je důležitá v neznámém prostředí, může být klíčovou podmínkou k přežití. Předpokládá schopnost číst mapy nebo dokázat určit jednotlivé světové strany. Zorientovat se je možné více způsoby:
- pomocí kompasu nebo buzoly. Magnetická střelka ukazuje k severu, nikoli k zeměpisnému, ale k severnímu magnetickému pólu. Proto je třeba vzít do úvahy i magnetickou deklinaci. Pro mírný podnebný pás je relativně zanedbatelná, ale např. v polárních oblastech je významná. Kompas nebo buzolu je třeba držet ve vodorovné poloze a mimo kovové předměty. Neprospívá ani bouřka nebo blízké elektrické vedení (narazit na el. vedení je de facto záchrana, stačí jít podél něj).
- pomocí mapy. Pokud má člověk představu o okolí a má k dispozici mapu, zorientuje ji podle terénu (identifikuje význačné body v terénu) a horní strana mapy pak ukazuje sever. Na turistických mapách je sever vždy nahoře.
- pomocí Slunce. V mírném podnebném pásu Slunce vychází každé ráno na přibližně na východě a zapadá přibližně na západě, ale existují sezonní výkyvy. V průběhu roku se mění azimut východu a západu Slunce v závislosti na měnící se deklinaci. Dle ročního období vychází v létě přibližně na východoseverovýchodě, na jaře a na podzim na východě a v zimě na východojihovýchodě. Zapadá na západoseverozápadě (léto), na západě (jaro, podzim) nebo na západojihozápadě (zima). V pravé poledne (tedy když je Slunce v nejvyšším bodě své dráhy ve 12 hodin, během letního času je to ve 13h) je přesně na jihu (na severní polokouli).
- pomocí Slunce a času (ručičkových hodinek). Při slunečném dni se jedná o relativně postačující metodu pro mírný podnebný pás k určení přibližného směru (pokud je zataženo, lze využít poupat slunečnice, které se otáčejí za Sluncem i v případě, že je zakryto mraky – jde o jev zvaný heliotropismus).[3] Čím blíže rovníku, tím méně přesné bude měření (je složité určit směr Slunce, když je téměř kolmo nad hlavou). Také je důležité mít hodinky nastavené na místní čas a přesně seřízené. Víme-li čas, ale nemáme k dispozici ručičkové hodinky, je možné si v nouzi ciferník představit nebo nakreslit.
  - severní polokoule – hodinky jsou ve vodorovné poloze, hodinová ručička míří na Slunce. Přibližně jih ukazuje pomyslná přímka procházející polovinou úhlu mezi hodinovou ručičkou a dvanáctkou na ciferníku. Pokud v zemi zrovna platí letní čas, je nutno úhel půlit mezi hodinovou ručičkou a jedničkou (je to zapříčiněno posunem o 1 hodinu).
  - jižní polokoule – hodinky jsou ve vodorovné poloze, dvanáctka na ciferníku míří na Slunce. Přibližně sever ukazuje pomyslná přímka procházející polovinou úhlu mezi hodinovou ručičkou a dvanáctkou. A opět, pokud zrovna platí letní čas, je třeba půlit úhel mezi hodinovou ručičkou a jedničkou na ciferníku.
- pomocí Měsíce.
  - podle fáze Měsíce – Měsíc se zpožďuje za Sluncem takto: v první čtvrti o 6 hodin, v úplňku o 12 hodin a ve třetí čtvrti o 18 hodin. V první čtvrti je tedy na severní polokouli na jihu v 18 hodin a na západě o půlnoci. Měsíční srpek v poslední čtvrti ukazuje východ o půlnoci a jih v 6 hodin ráno (pro letní čas je třeba přičíst 1 hodinu). Příklad: Měsíc je v první čtvrti a je 22 hodin, tzn. Slunce by se na stejném místě nacházelo v 16 hodin.
  - podle cípů Měsíce
  - podle ručičkových hodinek a Měsíce
    - během úplňku – pokud je měsíc v úplňku, stojí přímo proti slunci (z toho plyne, že o půlnoci je na jihu, v 6,00 hodin na západě a v 18,00 hodin na východě, údaje pro severní polokouli, během letního času je třeba přičíst 1 hodinu), proto lze aplikovat stejnou metodu s ručičkovými hodinkami jako v případě Slunce. Je zde sice rozdíl 12 hodin, ten se ale na ciferníku hodinek neprojevuje (za předpokladu 12hodinového číselníku).
    - pomocí sluneční metody při „couvání“ a „dorůstání“ měsíce.
- pomocí hvězd. Stejně jako Slunce vycházejí níže položené hvězdy vždy na východě a zapadají na západě (ideální je souhvězdí Orion viditelné v určitou dobu z obou zemských polokoulí). Některá souhvězdí na obloze nikdy nezapadají (jsou tzv. cirkumpolární a lze je tak spatřit pouze na jedné z polokoulí). Podaří-li se identifikovat směr podle hvězd, je vhodné si jej pro jistotu zaznačit (na zemi např. větví, kameny), počasí se může ráno změnit a mohl by vyvstat problém s určením směru.
  - na severní polokouli podle Polárky (zvaná též Severka, angl. Polaris), která leží téměř přesně nad zeměpisným severním pólem Země, proto se jako jediná hvězda na obloze téměř nepohybuje (resp. pohybuje se, ale to je zanedbatelné, opisuje na obloze jen nepatrnou kružnici). Navíc je velmi jasná. Toto z ní dělá klíčovou hvězdu pro orientaci na severní zemské polokouli. Myšlená kolmice od hvězdy k horizontu (obzoru) ukazuje vždy sever. Pro její nalezení je ideální najít velmi známý asterismus Velký vůz (je součástí souhvězdí Velké medvědice). Dvě zadní hvězdy Velkého vozu (konkrétně Merak a Dubhe) tvoří úsečku, její pětinásobné prodloužení po přímce nad Velký vůz ukáže na Polárku (ta je součástí asterismu Malý vůz, ale ten je hůře viditelný). V podobné vzdálenosti od Polárky, ovšem na opačné straně a mírně odchýlené je souhvězdí Kasiopeja, charakteristické tvarem písmene W. Kasiopeja ani Velký vůz na obloze severní polokoule nikdy nezapadají (s výjimkou rovníkové oblasti).
  - na jižní polokouli podle Jižního kříže. Blízko jižního pólu se nenalézá žádná jasná hvězda, která by pól zvýraznila. K vyhledání jižního pólu slouží Malý Magellanův oblak a souhvězdí Jižní kříž. Rozdělíme-li spojnici hvězdy gama Cru a Malého Magellanova oblaku na třetiny, pak třetina vzdálenosti od Malého oblaku je poloha jižního pólu. Jinou metodou je vyhledání středu Mléčné dráhy, zde je tmavá oblast zvaná „uhelný pytel“. Nad ní se nachází Jižní kříž – jsou to 4 jasné hvězdy do kříže plus pátá bledší hvězda. Poněkud napravo leží falešný hvězdný kříž tvořený méně jasnými hvězdami. Najděte nejdelší spojnici Jižního kříže, prodlužte ji čtyřiapůlkrát, z tohoto místa se podívejte na obzor a našli jste přibližně jih.
  - na obou polokoulích pomocí Orionu (nejlépe dle jeho tří prostředních hvězd Alnitak, Alnilam, Mintaka). Výše zmíněné souhvězdí Orion vychází vždy přesně na východě a zapadá přesně na západě.
- pomocí stínu.
- pomocí ostatních znaků.

## První pomoc
Je velmi žádoucí znát techniky první pomoci a různého ošetření.